# Robert Rattray Tatlock (1837-1934)
Ne doit pas être confondu avec Robert Rattray Tatlock.
Robert Rattray Tatlock, né le 18 mai 1837 à Glasgow et mort à Helensburgh le 22 décembre 1934, est un chimiste analytique écossais.

## Biographie
Fils aîné de Robert Tatlock un fabricant d'instruments de chimie à Glasgow, il étudie à la Greyfriars' School et à la Trades' House School puis est élève de Fredrick Penny au Collège Anderson (Université de Strathclyde). Nommé assistant en chef de Penny, il occupe ce poste de 1857 à 1865. Il analyse à cette époque plus de 100 pièces à conviction lors du procès pour meurtre du Dr Pritchard en 1865. Pritchard est reconnu coupable du meurtre, par empoisonnement, de sa femme et de sa belle-mère et il est le dernier homme à être pendu publiquement à Glasgow.
De 1865 à 1867, il est chimiste à la Kames Gunpowder Factory de Kyles of Bute (en). En 1867, il commence sa carrière comme chimiste analytique et consultant à Glasgow dans un laboratoire de George Street. En parallèle, il donne des cours particuliers. Un de ses élèves est William Ramsay. Tatlock est aussi maître de conférences en chimie au Glasgow Mechanics’ Institute de 1873 à 1884.
Il est élu membre de la Chemical Society en 1867. En 1870, il devient membre de la Royal Society of Edinburgh et en 1877, membre de l'Institut de chimie. Il est en 1876 membre de la Troisième Commission d'organisation qui a conduit à la fondation de l'Institut en 1877, et membre de son premier conseil.
En 1877, Tatlock s'associe à William Wallace et John Clark, tous deux éminents analystes et exerçe sous la désignation de Wallace, Tatlock and Clark. John Clark, également élève de Penney, est le prédécesseur de Tatlock en tant que président de la Society of Public Analysts. Tatlock est, avec ses associés, nommé Analyste public pour Glasgow, et occupe ce poste jusqu'à sa mort. En 1888, son partenariat est dissous et Tatlock s'associe à JB Readman, un analyste d'Édimbourg, pour former la RR Tatlock and Readman.
Il est l'oncle du critique d'art homonyme Robert Rattray Tatlock.